# Інтерактивне навчання
Інтерактивне навчання — це навчання, яке відбувається за умови постійної, активної взаємодії всіх учасників навчального процесу. Це співнавчання, взаємонавчання (колективне, групове, навчання у співпраці), де і учень, і вчитель є рівноправними суб’єктами навчального процесу, розуміють, що вони роблять, рефлексують з приводу того, що вони знають, уміють здійснювати. Організація інтерактивного  навчання передбачає моделювання різноманітних життєвих ситуацій, спільне вирішення проблем на основі аналізу обставин та відповідної ситуації, використання рольових ігор.
Усі інтерактивні технології поділяються на чотири групи: фронтальні технології, технології колективно-групового навчання, ситуативного навчання та навчання у дискусії. Серед інтерактивних методів широко використовуються такі як: мозковий штурм, мікрофон, коло ідей, робота в малих групах, «займи позицію», пресметод, акваріум, подорож рольові ігри та інші.
Інтерактивне навчання(також електронне навчання) широко впроваджується у різних країнах, таких як США, Фінляндія, Швейцарія, Канада, Нідерланди, Австралія, Сінгапур, Великобританія та Південна Корея. Воно охоплює різні дисципліни, включаючи мови, математику, науки, історію, інформатику, мистецтво, фізичне виховання, музику, технології та інженерію. Інтерактивні методи, як-от групові проекти, симуляції, рольові ігри та інтерактивні технології, сприяють активній участі учнів, розвитку критичного мислення та співпраці, що покращує якість освіти та мотивацію до навчання.
Семантичне значення:  слово інтерактивний походить від англійського слова «interact» (де «inter» — взаємний, «act» — діяти), отже інтерактивний — це здатний взаємодіяти в режимі бесіди, діалогу з чимось (комп’ютером) або з кимось (людиною).